# Avery Sharpe

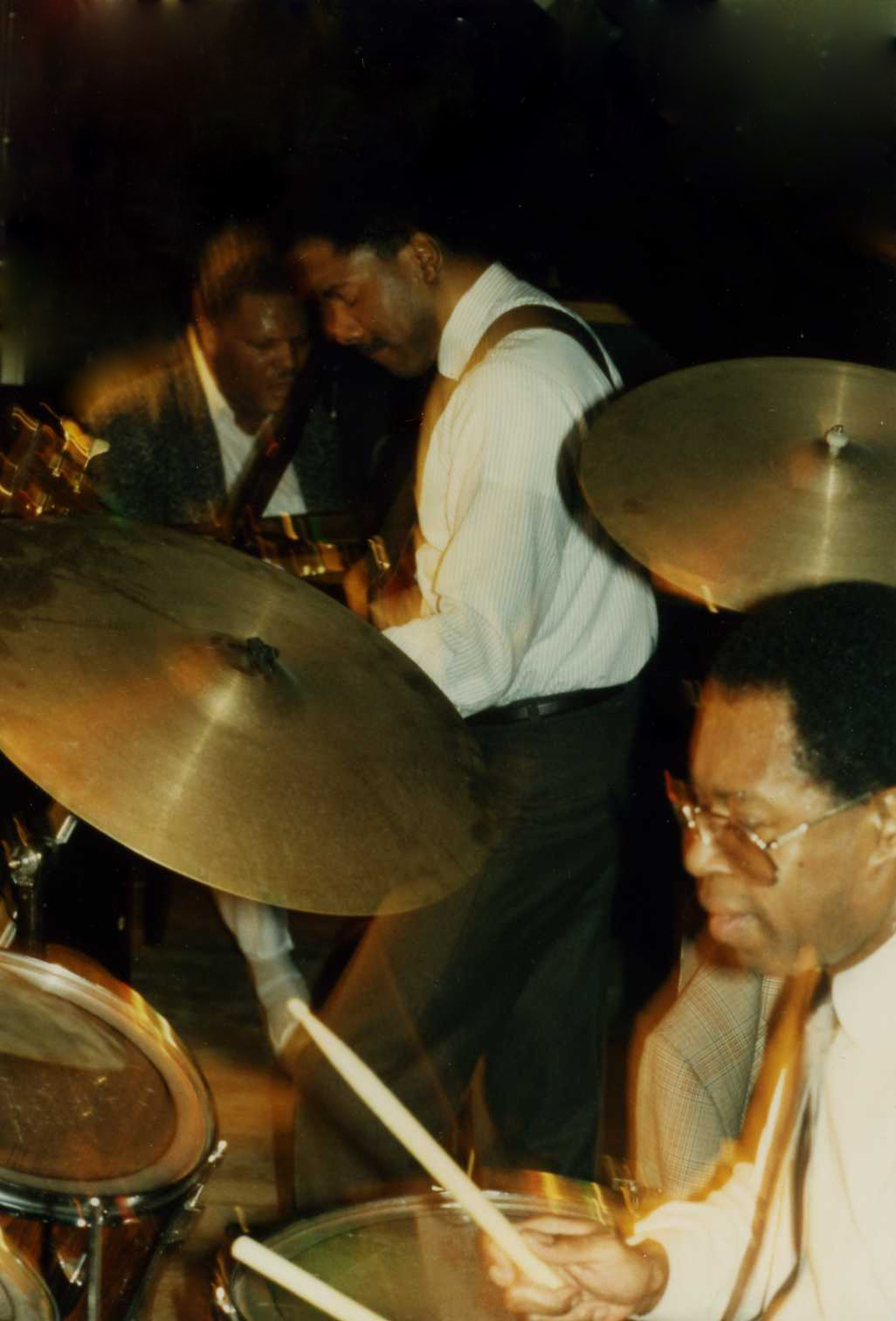
Avery Sharpe im Trio von McCoy Tyner (Berlin 1987; im Vordergrund Louis Hayes)

Avery Sharpe (* 23. August 1954 in Valdosta, Georgia) ist ein amerikanischer Bassist des Modern Jazz und Komponist.

## Leben und Wirken
Sharpe begann mit acht Jahren mit dem Klavierspiel. Er wechselte dann aufs Akkordeon und auf der Highschool auf den E-Bass. Von 1972 bis 1979 studierte er Ökonomie an der University of Massachusetts, spielte daneben aber Bass in Gospel- und Funkgruppen. Reggie Workman ermutigte ihn, auf den Kontrabass zu wechseln. Dann arbeitete er mit Wynton Marsalis und Pat Metheny. 1981 wurde er Mitglied der Band von McCoy Tyner, mit dem er mehr als zwanzig Jahre lang in den unterschiedlichsten Formationen vom Trio bis zur Bigband auftrat und aufnahm. Er arbeitete auch mit Art Blakey, Archie Shepp, Cab Calloway, Dizzy Gillespie, George Benson, Freddie Hubbard und Ricky Ford. Daneben leitet er auch eigene Gruppen, etwa seiner Band „Extended Family“, die 1994 ein gleichnamiges Album vorlegte, dem weitere Alben folgten. Er ist zudem als Musikerzieher und Produzent tätig. Als Komponist verfasste er die Filmmusik zu An Unremarkable Life (1989), schrieb aber auch für das klassische Fidelio-Ensemble und für das Springfield Symphony Orchestra. Als Begleiter war er auch an Einspielungen von Leon Thomas, Yusef Lateef, Steve Grossman und Jeri Brown beteiligt.
1997 wurde er mit dem Achievement in Jazz Award der New England Foundation for the Arts ausgezeichnet.

## Diskografische Hinweise
- Epic Ebony Journey mit John Blake
- Family Values (2001)
- Autumn Moonlight (2009) mit Onaje Allan Gumbs und Winard Harper

## Lexigrafische Einträge
- Martin Kunzler: Jazz-Lexikon. Band 2: M–Z (= rororo-Sachbuch. Bd. 16513). 2. Auflage. Rowohlt, Reinbek bei Hamburg 2004, ISBN 3-499-16513-9.